# 鳥羽中駅
鳥羽中駅（とばなかえき）は、福井県鯖江市神明町五丁目にある、福井鉄道福武線の駅である。駅番号はF9。

## 歴史
- 1935年（昭和10年）10月1日：福武電気鉄道の駅として新設開業[1][2][3]。
- 1945年（昭和20年）8月1日：合併により福井鉄道が設立、同社の福武線の駅となる[2]。
- 1971年（昭和46年）7月13日：駅業務を廃止、無人化[3]。
- 1990年（平成2年）9月30日：駅舎改築[要出典]。

## 駅構造
単式ホーム1面1線を有する地上駅で無人駅である。
- ベンチ横の汲み取り式便所は閉鎖され、別棟として多目的水洗式便所を設置した。
- 自販機、公衆電話は駅前の元商店にある。
- パークアンドライドは5台分である。

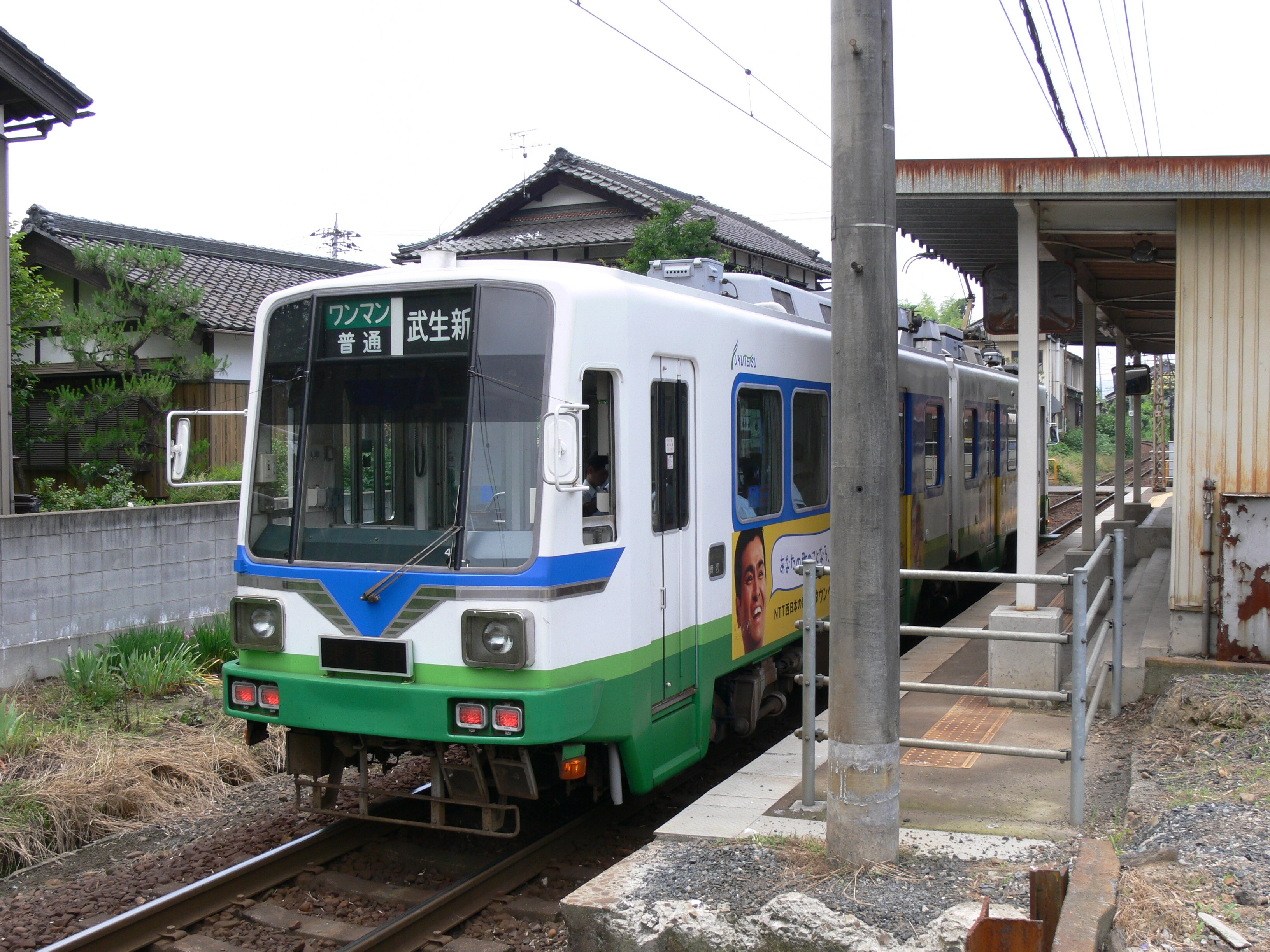
鳥羽中駅に停車する770形（2009年6月）
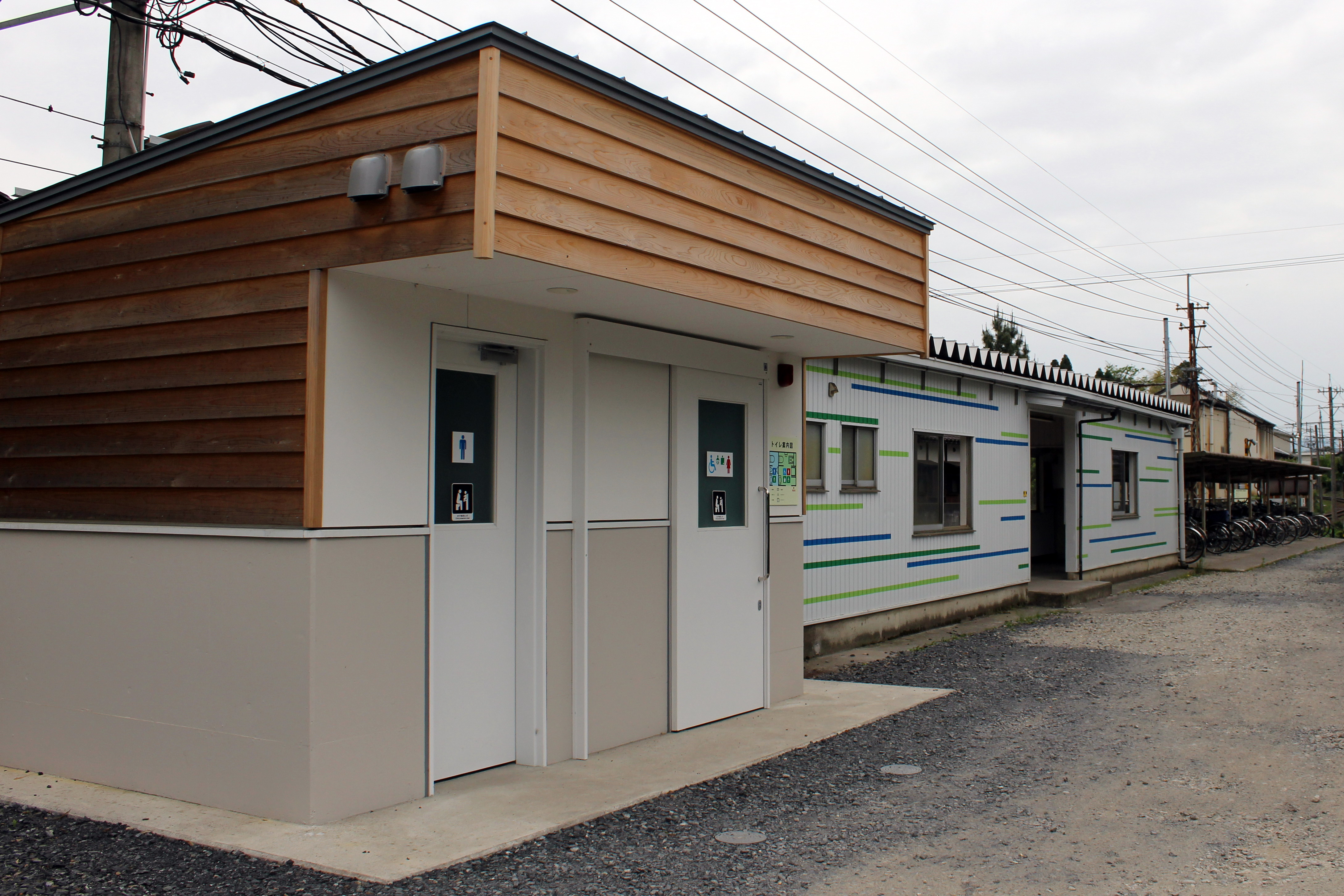
多目的トイレと駅舎（2013年5月）

## 利用状況
「鯖江市統計書」によると、1日平均の乗車人員は以下の通りである。
| 乗車人員推移 | 乗車人員推移 |
| 年度         | 1日平均人数  |
| ------------ | ------------ |
| 2001年       | 98           |
| 2002年       | 93           |
| 2003年       | 73           |
| 2004年       | 80           |
| 2005年       | 70           |
| 2006年       |              |
| 2007年       | 79           |
| 2008年       |              |
| 2009年       |              |
| 2010年       | 88           |
| 2011年       | 85           |
| 2012年       | 58           |
| 2013年       | 69           |
| 2014年       | 75           |
| 2015年       | 72           |
| 2016年       | 78           |
| 2017年       | 89           |
| 2018年       | 95           |
| 2019年       | 93           |

## 駅周辺
周囲は住宅と工場が建ち並ぶ。
- 鯖江市鳥羽小学校

## 隣の駅
福井鉄道
■福武線
■急行・■区間急行・■臨時急行
通過
■普通
神明駅 (F8) - 鳥羽中駅 (F9) - 三十八社駅 (F10)